# 퍼 (영화)
《퍼》(영어: Fur: An Imaginary Portrait of Diane Arbus 혹은 영어: Fur)는 미국에서 제작된 스티븐 셰인버그 감독의 2006년 로맨틱 드라마 영화이다. 니콜 키드먼, 로버트 다우니 주니어 등이 출연하였다.

## 줄거리
1958년 뉴욕. 가정 주부 다이앤 아버스는 대대로 사진관을 운영해온 사진가 남편 앨런 아버스를 보조하지만 본인이 직접 사진을 찍지는 않는다. 다이앤은 이웃에 이사 온 다모증 라이어널 스위니에게 매료되고, 그를 통해 의상도착증, 왜소증 등 사회 주변부에서 살아가는 존재들을 알게 된다. 곧 다이앤은 직접 사진을 찍기 시작한다.

## 출연
- 니콜 키드먼 - 다이앤 아버스 역
- 로버트 다우니 주니어 - 라이어널 스위니 역
- 타이 버렐 - 앨런 아버스 역
- 해리스 율린 - 데이비드 네머로프 역
- 제인 알렉산더 - 거트루드 네머로프 역
- 에미 클라크 - 그레이스 아버스 역
- 제너비브 매카시 - 소피 아버스 역
- 보리스 맥가이버 - 잭 헨리 역
- 마슬린 휴고 - 티파 헨리 역
- 메리 더피 - 앨시아 역
- 에밀리 버글